# Église Sainte-Thérèse de Gagny
L'église Sainte-Thérèse est une église affectée au culte catholique. Dédiée à sainte Thérèse de l'Enfant-Jésus, elle est située à Gagny en Seine-Saint-Denis (île-de-France), rue Georges-Douret. Elle dépend du diocèse de Saint-Denis. 
Sa construction fut financée, en partie, grâce à un don de la veuve du général de brigade Georges Humann-Guilleminot (1833-1908), propriétaire du château du Chesnay dès 1882.

## Architecture
C'est un bâtiment au plan allongé avec un chevet semi-circulaire, et un clocher-porche ouvert par trois arcades.

## Paroisse
Le pèlerinage de Notre-Dame-des-Anges y fait une station.

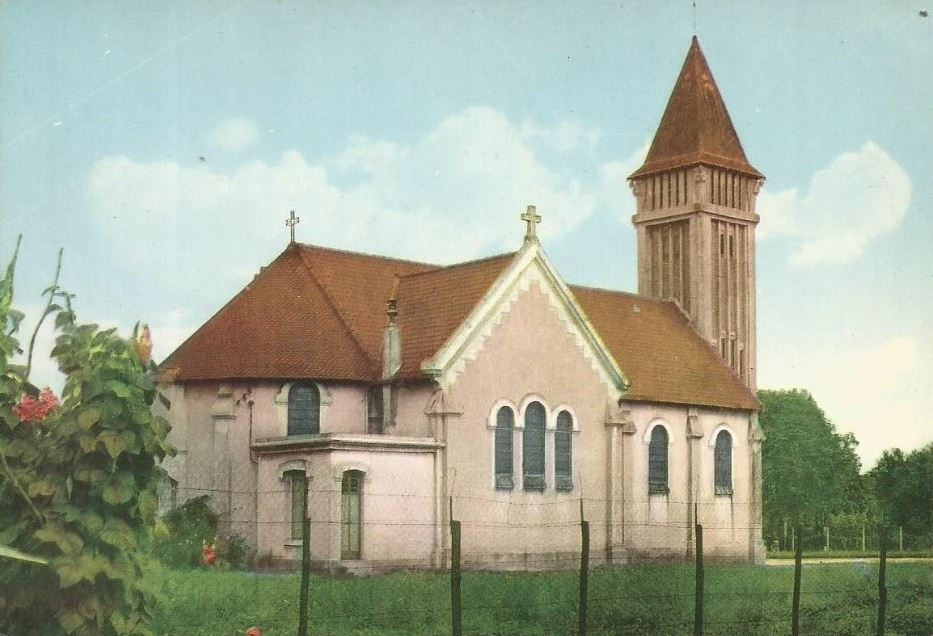
Église Sainte-Thérèse.
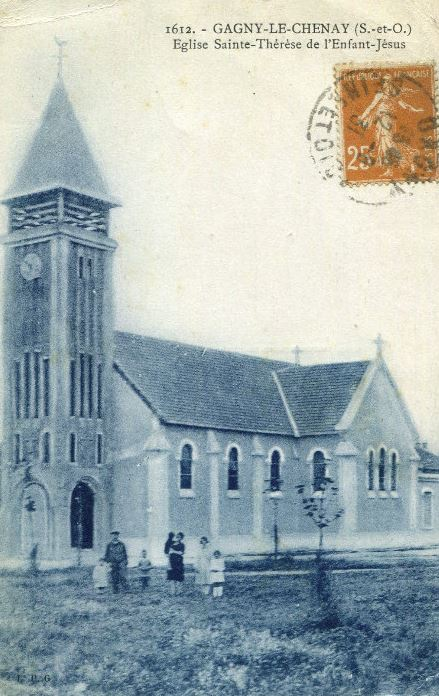
Ancienne carte postale de l'église.